# Partito dell'Alleanza dei Liberali e dei Democratici per l'Europa
Il Partito dell'Alleanza dei Liberali e dei Democratici per l'Europa (ALDE) è un partito politico europeo; nato nel 1976 come Federazione dei Partiti Liberali e Democratici della Comunità Europea, nel 1986 assunse il nome di Federazione dei Partiti Liberali, Democratici e Riformatori della Comunità Europea e nel 1993 quello di Partito Europeo dei Liberali, Democratici e Riformatori (ELDR), venendo infine ridenominato nel 2012.
Il partito riunisce 70 partiti di stati europei, appartenenti o meno all'Unione europea, di centro, centro-destra e centro-sinistra, accomunati da ideali inequivocabilmente liberali e liberal democratici.
Al Parlamento europeo costituisce, unitamente ai centristi del Partito Democratico Europeo e ad altri soggetti, il gruppo Renew Europe, che nel 2019 si sostituisce al Gruppo dell'Alleanza dei Democratici e dei Liberali per l'Europa.
L'ALDE esprime inoltre tre commissari in seno alla Commissione von der Leyen II (oltre a due commissari indipendenti vicini al partito europeo).
Aderente all'Internazionale Liberale, possiede lo status di associazione senza scopo di lucro sotto la legislazione belga.

## Storia
Il 20 giugno del 1953 venne costituito il Gruppo Liberale nell'Assemblea della Comunità Europea del Carbone e dell'Acciaio, che proseguì e si rafforzò con la costituzione del vecchio Parlamento Europeo nel 1958. Il Gruppo Liberale operò sempre in stretta collaborazione con l'Internazionale Liberale, allora presieduta da Giovanni Malagodi, che, in vista dell'elezione diretta del Parlamento Europeo, promosse un segretariato permanente per le politiche liberali in Europa e nel 1974, al Congresso di Firenze, adottò il progetto di statuto della futura Federazione.
La Federazione dei Partiti Liberali della Comunità Europea è nata il 26 e 27 marzo 1976, alla Conferenza Costitutiva di Stoccarda promossa da Gastorn Thorn, all'epoca presidente dell'Internazionale Liberale, e da Hans-Dietrich Genscher, Presidente dei Liberali tedeschi e Ministro degli Esteri della Germania. Alla Federazione aderirono subito nove partiti: l'olandese Partito Popolare per la Libertà e la Democrazia, il lussemburghese Partito Democratico, i tre partiti belgi, il Partito Liberale di Bruxelles, quello della Libertà e Progresso (poi fusi nel Partito Riformatore Liberale) e quello della Libertà in Democrazia, il francese Partito Radical Socialista, il danese Venstre, il Partito Liberale Italiano ed il tedesco Partito Liberal Democratico; successivamente si unirono altri cinque partiti: il danese Venstre Radikale, l'inglese Liberal Party, i francesi Movimento Radicale e Repubblicani Indipendenti ed il Partito Repubblicano Italiano.
A luglio 1977 la Federazione decide di partecipare alla prima campagna elettorale europea del 1979 con il nome di Liberali e Democratici Europei (LDE).
Ad aprile 1986 la Federazione cambia nome e diventa Federazione dei Partiti Liberali, Democratici e Riformatori della Comunità Europea (ELDR).
A dicembre 1993 la federazione ELDR si trasforma in Partito Europeo dei Liberali, Democratici e Riformatori (ELDR).
Il 30 aprile 2004 a Bruxelles viene stilato l'atto costitutivo e lo statuto del nuovo partito ELDR, che si configura come associazione internazionale senza scopo di lucro di diritto belga (in francese: association internationale sans but lucratif, abbreviato in AISBL), in conformità alle norme previste nuovo Regolamento (CE) N. 2004/2003 del Parlamento europeo e del Consiglio dell'Unione europea del 4 novembre 2003, relativo allo statuto e al finanziamento dei partiti politici a livello europeo.

## Presidenti
| N°      | Presidente | Presidente                                                          | Periodo                                          | Stato membro     | Partito                                          |
| ------- | ---------- | ------------------------------------------------------------------- | ------------------------------------------------ | ---------------- | ------------------------------------------------ |
| 1       |            | Gaston Thorn (1928–2007)                                            | 1978–1981                                        | Lussemburgo      | Partit Democratico                               |
| 2       |            | Willy De Clercq (1927–2011)                                         | 1981–1985                                        | Belgio           | Partito della Libertà e del Progresso            |
| 3       |            | Colette Flesch (1937)                                               | 1985–1990                                        | Lussemburgo      | Partito Democratico                              |
| (2)     |            | Willy De Clercq (1927–2011)                                         | 1990–1995                                        | Belgio           | Partito della Libertà e del Progresso            |
| 4       |            | Uffe Ellemann-Jensen (1941–2022)                                    | 1995–2000                                        | Danimarca        | Venstre                                          |
| 5       |            | Werner Hoyer (1951)                                                 | 2000–2005                                        | Germania         | Partito Liberale Democratico                     |
| 6       |            | Annemie Neyts-Uyttebroeck (1944)                                    | 25 settembre 2005 – 25 novembre 2011             | Belgio           | Liberali e Democratici Fiamminghi Aperti         |
| 7       |            | Graham Watson (1956)                                                | 25 novembre 2011 – 21 novembre 2015              | Regno Unito      | Liberal Democratici                              |
| 8       |            | Hans van Baalen (1960–2021)                                         | 21 novembre de 2015 – 30 aprile 2021 (per morte) | Paesi Bassi      | Partito Popolare per la Libertà e la Democrazia  |
| 9       |            | Timmy Dooley (1969) (ad interim) Ilhan Kyuchyuk (1985) (ad interim) | 2021–2022                                        | Irlanda Bulgaria | Fianna Fáil Movimento per i Diritti e le Libertà |
| Vacante |            |                                                                     |                                                  |                  |                                                  |
| 10      |            | Svenja Hahn (1989)                                                  | 6 ottobre 2024 – in carica                       | Germania         | Partito Democratico Liberale                     |

## Finanziamento
In quanto partito politico europeo registrato, ALDE ha diritto al finanziamento pubblico europeo, che riceve ininterrottamente dal 2004.
Di seguito è riportata l'evoluzione dei finanziamenti pubblici europei ricevuti da ALDE.
Importo (€)Finanziamento pubblico europeo dei partiti politici europei01.000.0002.000.0003.000.0004.000.0005.000.0006.000.0002004200720102013201620192022Importo massimo del finanziamento pubblicoImporto del finanziamento pubblico effettivamente ricevuto
In linea con il regolamento sui partiti politici europei e sulle fondazioni politiche europee, ALDE raccoglie anche fondi privati per cofinanziare le proprie attività. Nel 2025, i partiti europei dovranno raccogliere almeno il 10% delle loro spese rimborsabili da fonti private, mentre il resto potrà essere coperto dal finanziamento pubblico europeo.
Di seguito è riportata l'evoluzione dei contributi e delle donazioni ricevuti da ALDE.
Importo (€)Contributi raccolti dai partiti politici europei100.000150.000200.000250.000300.000350.000400.000450.000500.00020042008201220162020ALDE
Importo (€)Donazioni raccolte dai partiti politici europei050.000100.000150.000200.000250.00020042008201220162020ALDE

## Membri

### Partiti membri attuali
| Stato                       | Partito                                                                                            | Eurodeputati |
| --------------------------- | -------------------------------------------------------------------------------------------------- | ------------ |
| Andorra                     | Partito Liberale d'Andorra (Partit Liberal d'Andorra)                                              | N/A          |
| Austria                     | NEOS - La Nuova Austria e Forum Liberale (NEOS - Das Neue Österreich und Liberales Forum)          | 2 / 20       |
| Belgio                      | Liberali e Democratici Fiamminghi Aperti (Open Vlaamse Liberalen en Democraten - Open VLD)         | 1 / 22       |
| Belgio                      | Movimento Riformatore (Mouvement Réformateur)                                                      | 3 / 22       |
| Bosnia ed Erzegovina        | Naša Stranka (Наша странка, NS/НС)                                                                 | N/A          |
| Bulgaria                    | Movimento per i Diritti e le Libertà (Dviženie za Prava i Svobodi)                                 | 3 / 17       |
| Cipro                       | Democratici Uniti (Enomeni Dimokrates)                                                             | -            |
| Cipro                       | Fronte Democratico (Dimokratiki Parataxi)                                                          | -            |
| Croazia                     | Centro (Centar)                                                                                    | -            |
| Croazia                     | Dieta Democratica Istriana (Istarski demokratski sabor)                                            | -            |
| Danimarca                   | Sinistra - Partito Liberale di Danimarca (Venstre - Danmarks Liberale Parti)                       | 2 / 15       |
| Danimarca                   | Sinistra Radicale (Det Radikale Venstre)                                                           | 1 / 15       |
| Estonia                     | Partito Riformatore Estone (Eesti Reformierakond)                                                  | 1 / 7        |
| Finlandia                   | Partito di Centro Finlandese (Suomen Keskusta)                                                     | 2 / 15       |
| Finlandia                   | Partito Popolare Svedese di Finlandia (Svenska Folkpartiet)                                        | 1 / 15       |
| Francia                     | Movimento Radicale (Mouvement Radical)                                                             | -            |
| Francia                     | Unione dei Democratici e degli Indipendenti (Union des démocrates et indépendants)                 | 1 / 81       |
| Georgia                     | Strategy Aghmashenebeli                                                                            | N/A          |
| Georgia                     | Lelo for Georgia                                                                                   | N/A          |
| Germania                    | Partito Liberale Democratico (Freie Demokratische Partei - FDP)                                    | 5 / 96       |
| Irlanda                     | Partito Repubblicano (Fianna Fáil)                                                                 | 4 / 14       |
| Islanda                     | Rinascita (Viðreisn)                                                                               | N/A          |
| Italia                      | Azione                                                                                             | -            |
| Italia                      | +Europa                                                                                            | -            |
| Italia                      | Radicali Italiani                                                                                  | -            |
| Italia                      | Partito Liberaldemocratico                                                                         | -            |
| Kosovo                      | Alleanza per un Nuovo Kosovo (Aleanca Kosova e Re)                                                 | N/A          |
| Kosovo                      | Partito Democratico del Kosovo (Partia Demokratike e Kosovës)                                      | N/A          |
| Lettonia                    | Per lo Sviluppo della Lettonia (Latvijas attīstībai)                                               | 1 / 9        |
| Lettonia                    | Movimento "Per!" (Kustība "Par!")                                                                  | 1 / 9        |
| Lituania                    | Movimento dei Liberali della Repubblica di Lituania (Lietuvos Respublikos Liberalų sąjūdis)        | 1 / 11       |
| Lituania                    | Partito della Libertà                                                                              | 1 / 11       |
| Lussemburgo                 | Partito Democratico (Demokratesch Partei / Parti Démocratique)                                     | 1 / 6        |
| Macedonia del Nord          | Partito Liberal-Democratico (Либерално-Демократска Партија)                                        | N/A          |
| Montenegro                  | Partito Liberale del Montenegro (Liberalna partija Crne Gore - LPCG)                               | N/A          |
| Norvegia                    | Partito Liberale (Venstre)                                                                         | N/A          |
| Paesi Bassi                 | Partito Popolare per la Libertà e la Democrazia (Volkspartij voor Vrijheid en Democratie - VVD)    | 4 / 31       |
| Paesi Bassi                 | Democratici 66 (Democraten 66)                                                                     | 3 / 31       |
| Portogallo                  | Iniziativa Liberale (Iniciativa Liberal)                                                           | 2 / 21       |
| Regno Unito                 | Liberal Democratici (Liberal Democrats)                                                            | N/A          |
| Romania                     | Unione Salvate la Romania Uniunea Salvați România (USR)                                            | 2 / 33       |
| Russia                      | Partito Democratico Unificato Russo (Rossijskaja Ob"edinennaja Demokratičeskaja Partija - Yabloko) | N/A          |
| Serbia                      | Partito dei Liberi Cittadini (Покрет слободних грађана)                                            | N/A          |
| Slovacchia                  | Slovacchia Progressista Progresívne Slovensko (PS)                                                 | 6 / 15       |
| Spagna                      | Cittadini - Partito della Cittadinanza (Ciudadanos – Partido de la Ciudadanía)                     | -            |
| Svezia                      | Partito di Centro (Centerpartiet - C)                                                              | 2 / 21       |
| Svezia                      | Liberali Liberalerna (L)                                                                           | 1 / 21       |
| Svizzera                    | PLR.I Liberali Radicali (FDP.Die Liberalen)                                                        | N/A          |
| Svizzera                    | Partito Verde Liberale della Svizzera                                                              | N/A          |
| Ucraina                     | Partito Europeo dell'Ucraina (Єvropjejska partіja ukraїni)                                         | N/A          |
| Ucraina                     | Holos                                                                                              | N/A          |
| Ucraina                     | Servitore del Popolo (Слуга народу)                                                                | N/A          |
| Ungheria                    | Liberali - Partito Liberale Ungherese (Liberalisok - Magyar Liberális Párt)                        | -            |
| Ungheria                    | Movimento Momentum (Momentum Mozgalom)                                                             | -            |
| Totale parlamentari europei | Totale parlamentari europei                                                                        | 51 / 720     |

### Partiti associati
| Stato       | Partito                                                                                        |
| ----------- | ---------------------------------------------------------------------------------------------- |
| Andorra     | Azione per Andorra (Acció per Andorra)                                                         |
| Armenia     | Congresso Nazionale Armeno (Hay Azgayin Kongres)                                               |
| Armenia     | Armenia Luminosa (Lusawor Hajastan)                                                            |
| Azerbaigian | Uguaglianza (Müsavat Party)                                                                    |
| Bielorussia | Partito per la Libertà e il Progresso (Партыя свабоды і прагрэсу)                              |
| Croazia     | Partito Popolare Croato - Liberal Democratici (Hrvatska narodna stranka - liberalni demokrati) |
| Croazia     | Alleanza Civica Liberale (Građansko-liberalni savez)                                           |
| Croazia     | Partito Social-Liberale Croato (Hrvatska socijalno-liberalna stranka)                          |
| Georgia     | Liberi Democratici (t'avisup'ali demokratebi)                                                  |
| Georgia     | Partito Repubblicano di Georgia (Sak'art'velos Respublikuri Partia)                            |
| Georgia     | Girchi - Più Libertà (girchi — met'i tavisupleba)                                              |
| Gibilterra  | Partito Liberale di Gibilterra (Liberal Party of Gibraltar)                                    |
| Italia      | Team K                                                                                         |
| Moldavia    | Partito Liberale (Partidul Liberal)                                                            |
| Polonia     | Nowoczesna                                                                                     |
| Regno Unito | Partito dell'Alleanza dell'Irlanda del Nord (Alliance Party of Northern Ireland)               |
| Russia      | Partito della Libertà Popolare (Партия Народной Свободы)                                       |
| Ucraina     | La Forza della Gente (Сила людей)                                                              |
| Ucraina     | Posizione civica (Громадянська позиція)                                                        |

### Membri individuali
ALDE comprende anche un certo numero di membri individuali. Per molti anni, ALDE ha avuto il maggior numero di membri individuali di tutti i partiti europei; tuttavia, questa affiliazione è stata interrotta con un solo membro individuale rimasto a partire dal 2024. Come la maggior parte degli altri partiti europei, non ha cercato di sviluppare un'adesione individuale di massa.
Di seguito è riportata l'evoluzione dell'adesione individuale a ALDE dal 2019.
Membri individualiMembri individuali dei partiti politici europei010002000300040005000201920202021202220232024ALDE

### Organizzazione giovanile
L'organizzazione giovanile dell'ALDE, denominata LYMEC (European Liberal Youth - Gioventù Liberale Europea), è basata prevalentemente su movimenti liberali giovanili e sezioni giovanili dei partiti liberali di tutta Europa, ma aggrega anche membri individuali. Presidente dell'organizzazione è Dan-Aria Sucuri dei giovani Liberali svedesi.

## Nelle istituzioni europee
| Organizzazione     | Istituzione                         | Numero di seggi |
| ------------------ | ----------------------------------- | --------------- |
| Unione europea     | Parlamento europeo                  | 49 / 720        |
| Unione europea     | Commissione europea                 | 5 / 27          |
| Unione europea     | Consiglio europeo (Capi di governo) | 3 / 27          |
| Unione europea     | Consiglio dell'UE (Ministri)        |                 |
| Unione europea     | Comitato delle regioni              | 44 / 329        |
| Consiglio d'Europa | Assemblea parlamentare              | 88 / 612 (ALDE) |

### Consiglio europeo
2 dei 27 Capi di Stato o di governo membri del Consiglio europeo appartengono all'ALDE:

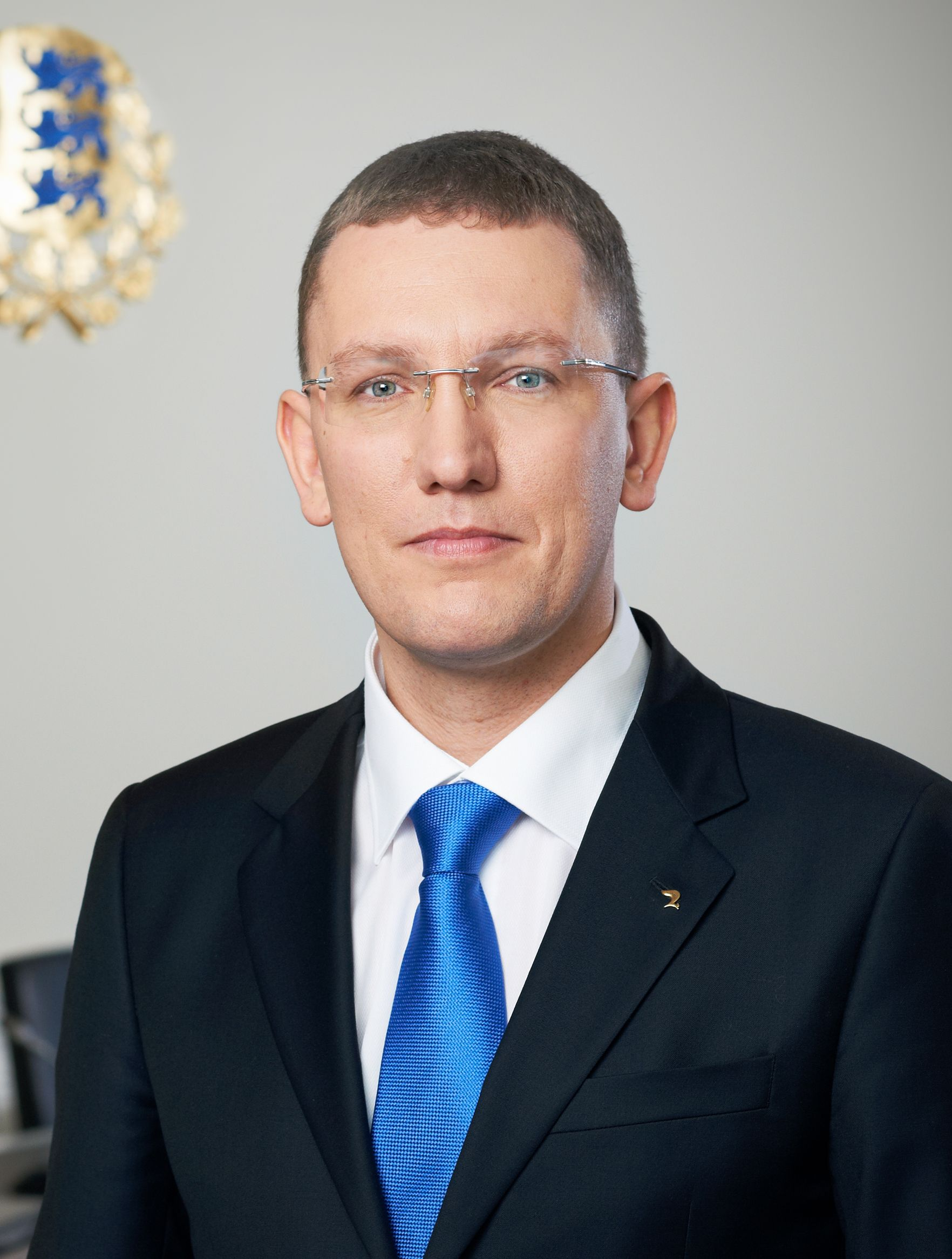
Kristen Michal ER
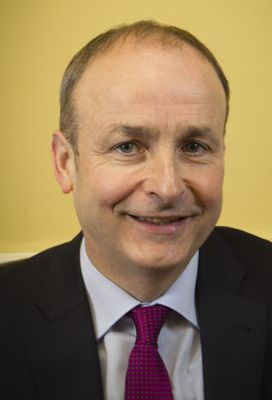
Micheál Martin FF

Il Capo di Stato della Francia, il Presidente Emmanuel Macron, e il Presidente del Governo della Slovenia, Robert Golob, appartengono a partiti nazionali vicini all'ALDE con cui costituiscono il gruppo Renew Europe al Parlamento europeo.

### Commissione europea

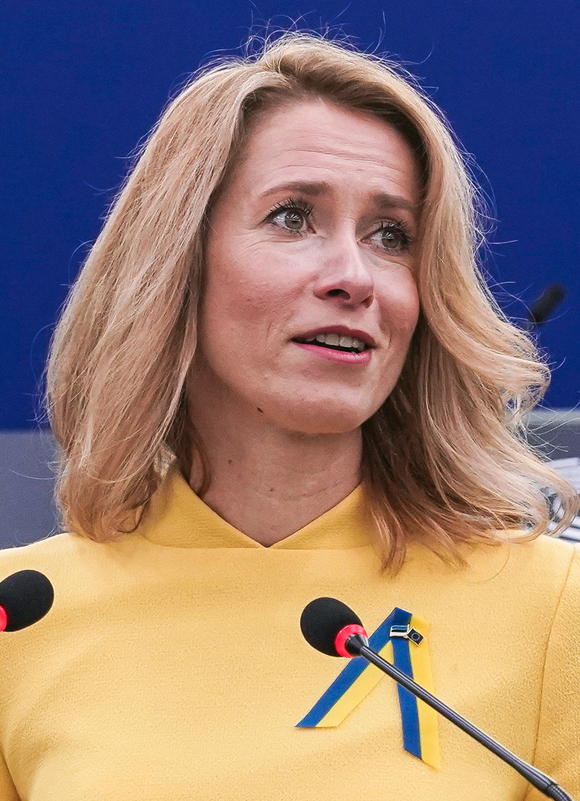
Kaja Kallas (ER), ex ministro-presidente dell'Estonia, Alto rappresentante dell'Unione per gli affari esteri e la politica di sicurezza.

Commissione von der Leyen II (X legislatura, dal 1º dicembre 2024)
| Commissario/a   | Incarico e competenza | Stato membro | Partito nazionale |
| --------------- | --- | ------------ | ----------------- |
| Kaja Kallas     | Vicepresidente esecutiva della Commissione europea Alta rappresentante dell'Unione per gli affari esteri e la politica di sicurezza | Estonia      | ER                |
| Hadja Lahbib    | Commissaria europea per la preparazione, la gestione delle crisi e l'uguaglianza                                                    | Belgio       | MR                |
| Michael McGrath | Commissario europeo per la giustizia, la democrazia e lo stato di diritto                                                           | Irlanda      | FF                |

Il commissario francese Stéphane Séjourné, Vicepresidente esecutivo della Commissione europea per la prosperità e la strategia industriale e Commissario europeo per l'industria, l'imprenditoria, le piccole e medie imprese e il mercato unico, è membro del partito politico Renaissance, vicino all'ALDE.

Commissari ALDE nella Commissione von der Leyen I
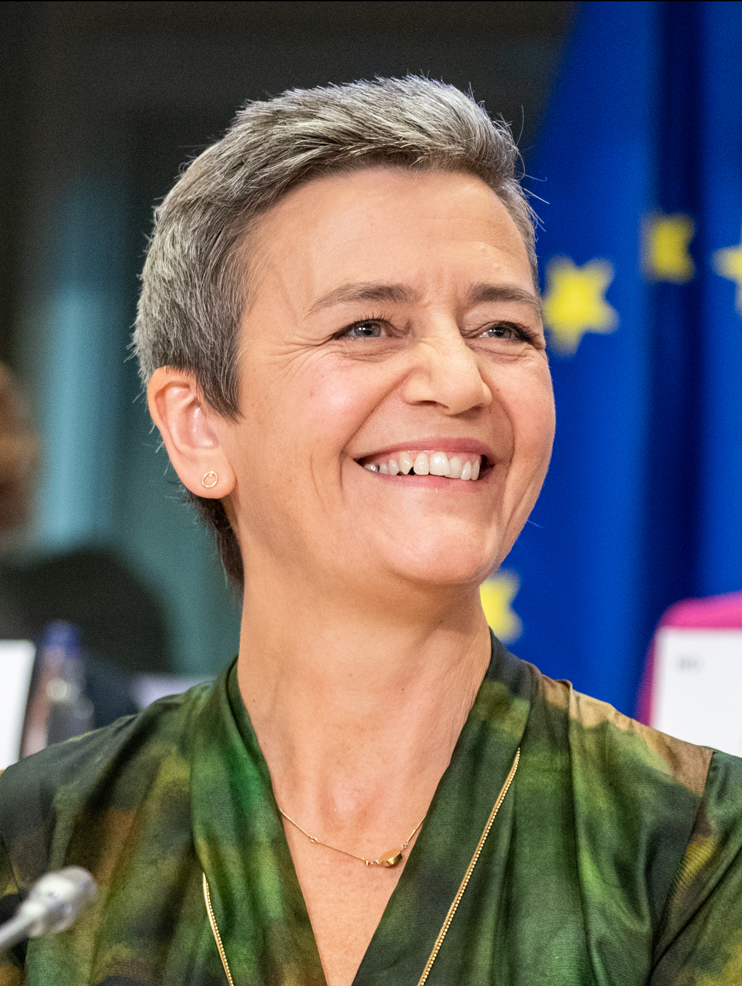
Margrethe Vestager (Vicepresidente esecutivo della Commissione per un'Europa pronta per l'era digitale)
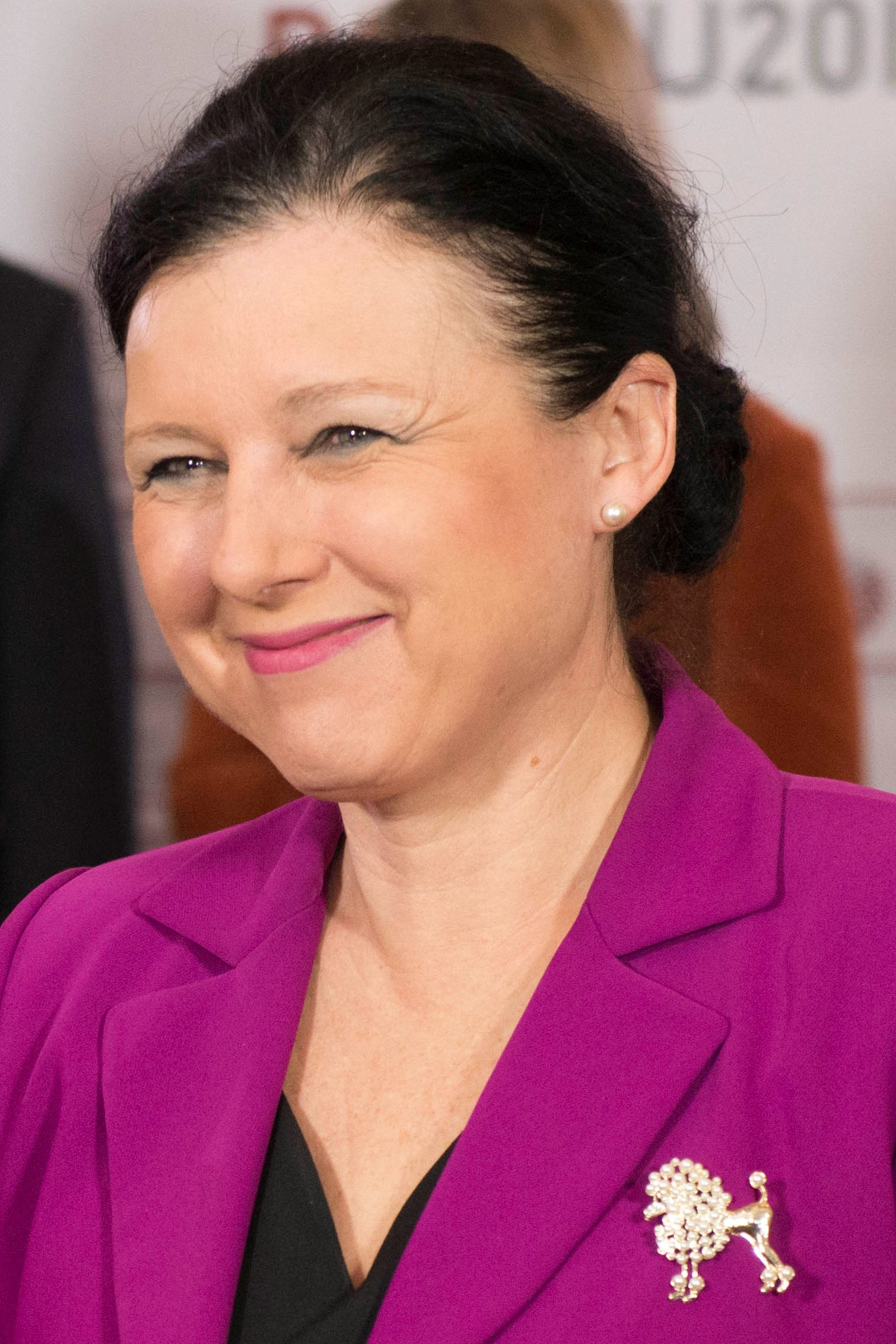
Věra Jourová (Vicepresidente della Commissione per i valori e la trasparenza)
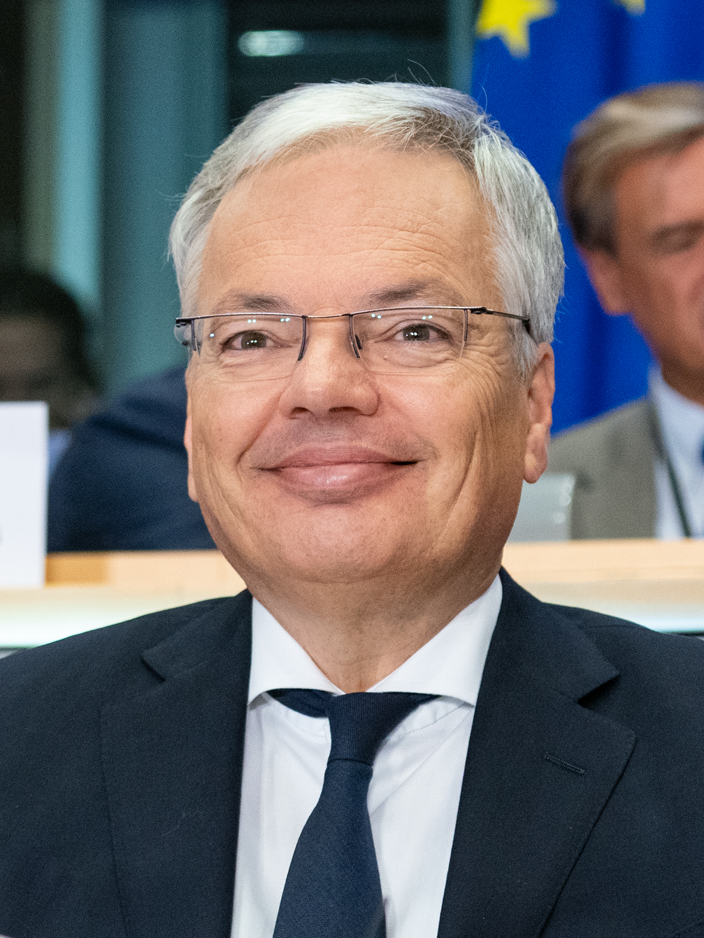
Didier Reynders (Commissario europeo per la giustizia)
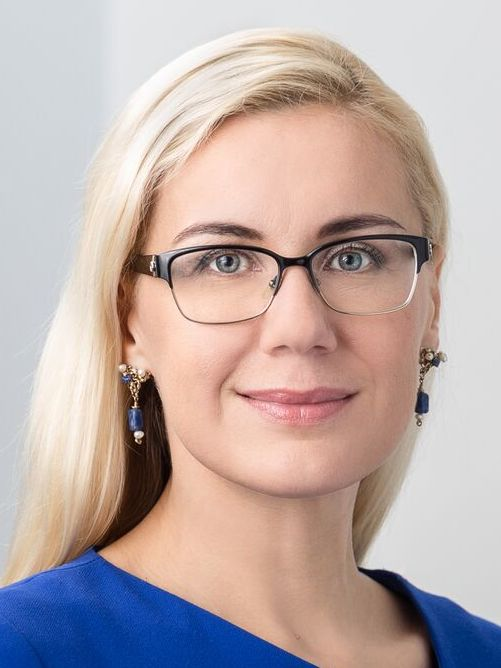
Kadri Simson (Commissario europeo per l'energia)

### Parlamento europeo
L'ALDE costituisce nella IX legislatura del Parlamento europeo, assieme al centrista Partito Democratico Europeo e altri partiti nazionali non iscritti a partiti europei come La République En Marche, il gruppo Renew Europe. Rappresenta il terzo gruppo per numero di deputati. Il Presidente del gruppo è Stéphane Séjourné, che non è appartenente a un partito membro dell'ALDE ma è membro ex officio della presidenza dell'ALDE. Il Gruppo esprime tre Vicepresidenti del Parlamento europeo nella seconda metà della IX legislatura: Dita Charanzová, Michal Šimečka e Nicola Beer, tutti e tre membri dell'ALDE.

### Comitato delle Regioni
Anche nel Comitato europeo delle regioni l'ALDE è rappresentato in seno al gruppo Renew Europe, che al 2021 conta 49 membri e 44 membri supplenti.

## Oltre l'Unione europea
Esponenti dell'ALDE sono capi di Stato o di governo in alcuni Paesi e territori extra-UE:
- Svizzera: Karin Keller-Sutter, Presidente della Confederazione svizzera